# 서오스트레일리아 해류

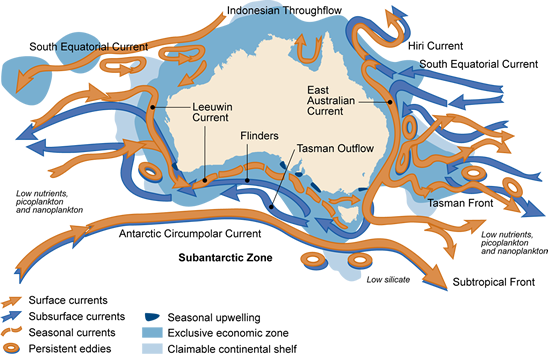

서오스트레일리아 해류(West Australian Current)는 남태평양과 남인도양의 시원한 표층 해류이다.

## 경로
더 큰 남극 순환 해류(서풍 표류)의 일부인 남부 인도양 해류로 시작된다. 해류가 서오스트레일리아에 접근하면서 호주 서해안과 평행하게 북쪽으로 방향을 틀어 서오스트레일리아 해류가 된다.

## 효과
조류는 주로 계절적이며 겨울에는 약하고 여름에는 강하며 해당 지역의 바람에 영향을 받는다.
서오스트레일리아 해안을 흐르는 서오스트레일리아 해류 외에, 리우윈 해류와 남호주 역류도 이 해안을 따라 흐르고, 전자는 반대 방향으로 흐른다. 이 세 가지 해류는 함께 서오스트레일리아 남서부 지역의 강우량과 기후에 크게 기여한다.

## 같이 보기
- 해류
- 환류 (해양학)
- 물리해양학